# Lehman College

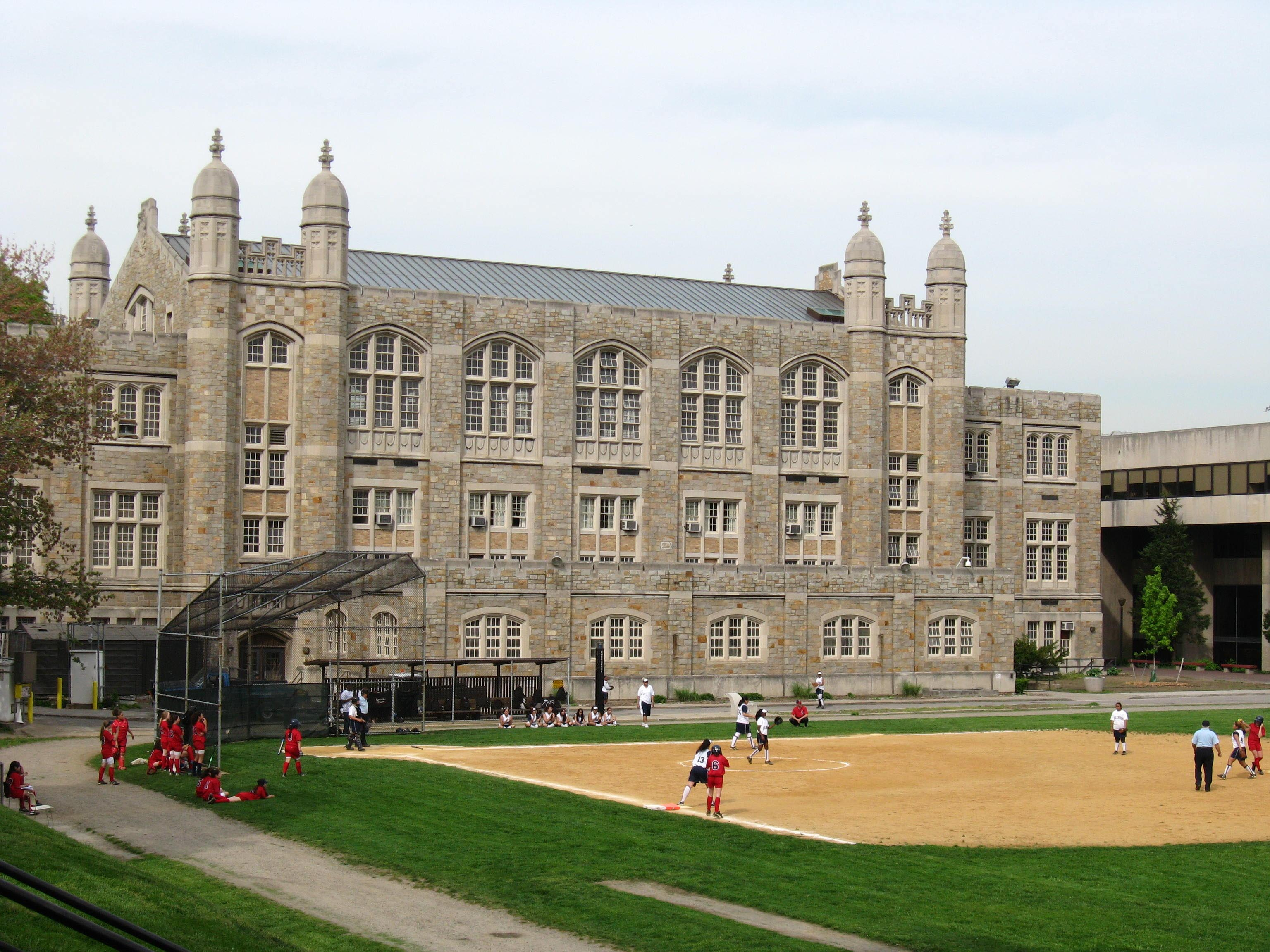
Old Gymnasium

Il Lehman College è un college pubblico di New York. Fondato nel 1931 come campus del Bronx dell'Hunter College, divenne un college indipendente all'interno della CUNY nel settembre 1967. Il college prende il nome da Herbert H. Lehman, ex governatore di New York, senatore degli Stati Uniti, filantropo e figlio del co-fondatore di Lehman Brothers Mayer Lehman. È un college senior della City University of New York (CUNY) e offre più di 90 corsi di laurea e specializzazioni.

## Campus
Lehman ha un campus di 37 acri (15 ettari) con una combinazione di architettura gotica e moderna, situato vicino al Jerome Park Reservoir al 250 di Bedford Park Boulevard West (250 West 200th Street). Gli architetti della scuola furono Kerr Rainsford, John A. Thompson e Gerald A. Holmes, che, in precedenza, avevano progettato la Cattedrale Arcidiocesana della Santissima Trinità nell'Upper East Side di Manhattan.
La stazione Bedford Park Boulevard-Lehman College della metropolitana di New York si trova vicino al campus e prende il nome dal college.